# SN 1980B
SN 1980B – niepotwierdzona supernowa odkryta 22 lutego 1980 roku w galaktyce M+09-19-42. W momencie odkrycia miała maksymalną jasność 16,00m.